# إفو لويس كنول
إفو لويس كنول (15 أغسطس 1929 - 15 مايو 2021) سياسي برازيلي. عضو في الحركة الديمقراطية البرازيلية، خدم في الجمعية التشريعية لسانتا كاتارينا من عام 1967 إلى عام 1971.